# Liste der Baudenkmäler in Mammendorf

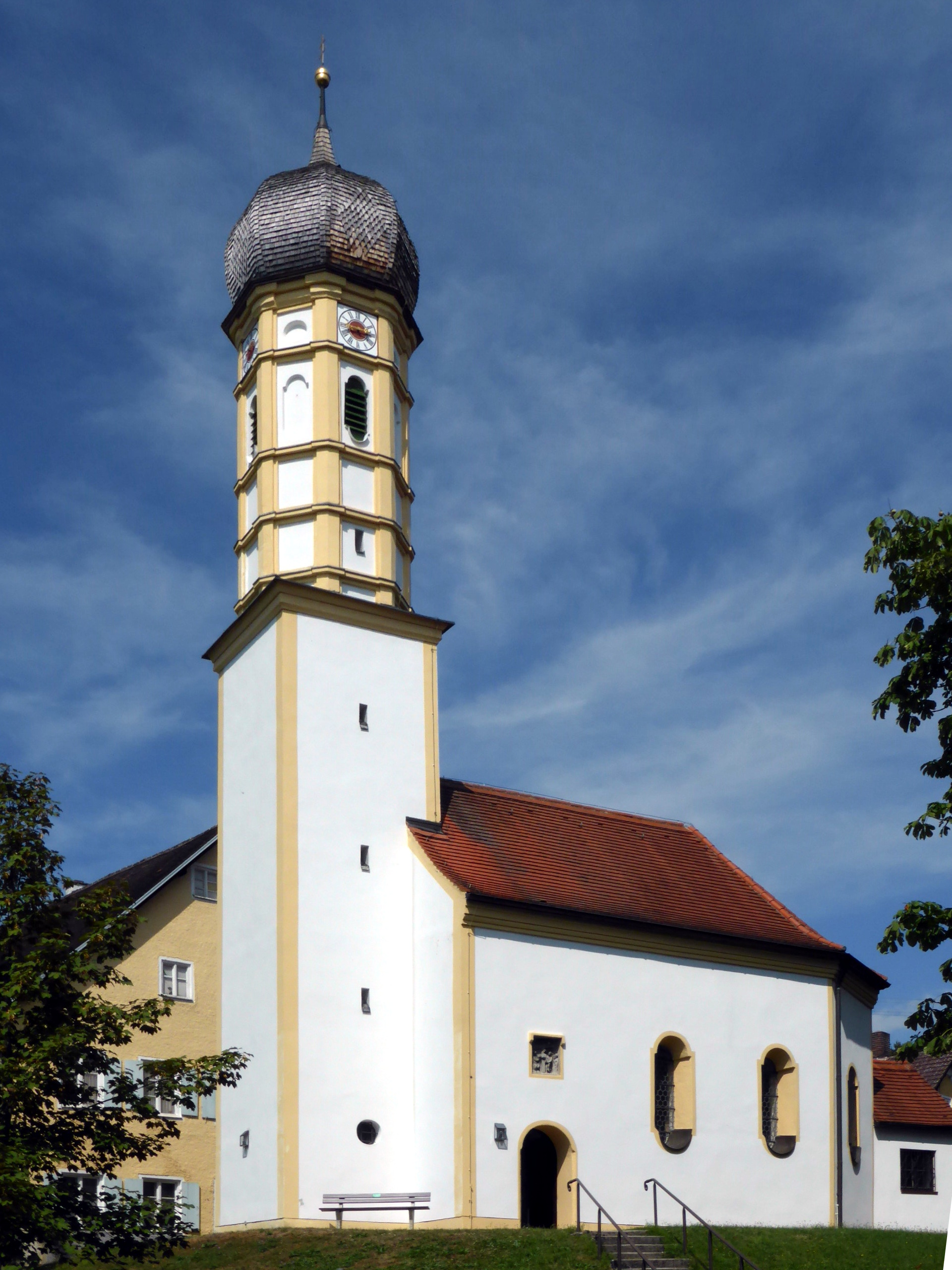
Nannhofen, Filialkirche Peter und Paul

Auf dieser Seite sind die Baudenkmäler in der oberbayerischen Gemeinde Mammendorf zusammengestellt. Diese Tabelle ist eine Teilliste der Liste der Baudenkmäler in Bayern. Grundlage ist die Bayerische Denkmalliste, die auf Basis des Bayerischen Denkmalschutzgesetzes vom 1. Oktober 1973 erstmals erstellt wurde und seither durch das Bayerische Landesamt für Denkmalpflege geführt wird. Die folgenden Angaben ersetzen nicht die rechtsverbindliche Auskunft der Denkmalschutzbehörde.

## Baudenkmäler nach Ortsteilen

### Mammendorf
| Lage                                  | Objekt                                              | Beschreibung | Akten-Nr.     | Bild                  |
| ------------------------------------- | --------------------------------------------------- | --- | ------------- | --------------------- |
| Augsburger Straße 3 (Standort)        | Ehemaliges Hirtenhaus                               | erdgeschossiger Bau mit Halbwalmdach, 2. Viertel 19. Jahrhundert | D-1-79-136-1  | Ehemaliges Hirtenhaus |
| Bahnhofstraße (Standort)              | Marienkapelle                                       | kleiner Satteldachbau mit dreiseitigem Schluss, bez. 1899 | D-1-79-136-14 | weitere Bilder        |
| Kirchenweg 8 (Standort)               | Katholische Pfarrkirche St. Jakob                   | im Kern romanischer Saalbau mit dreiseitig geschlossenem Chor und nördlichem Flankenturm, spätgotischer Umbau um 1418, Turmobergeschoss 1688, Barockisierung 1796/97, 1903 Langhaus verlängert; mit Ausstattung                                    | D-1-79-136-2  | weitere Bilder        |
| Michael-Aumüller-Straße 33 (Standort) | Sägemühle, sog. Untermühle                          | zweigeschossiger Putzbau mit steilem Satteldach, 2. Hälfte 19. Jahrhundert und Anfang 20. Jahrhundert, im Kern 18. Jahrhundert; mit Mühlenausstattung; Ehemaliger Stall, eineinhalbgeschossiger Satteldachbau, verputzt, 2. Hälfte 19. Jahrhundert | D-1-79-136-20 | weitere Bilder        |
| Michael-Aumüller-Straße 35 (Standort) | Ehemaliges Gesindehaus der Untermühle               | historisierendes Wohnhaus mit breitem Zwerchhaus und Schopfwalmdach, um 1900/1910 | D-1-79-136-16 | weitere Bilder        |
| Münchner Straße 1 (Standort)          | Pfarrhaus der ehemaligen Pfarrökonomie              | zweigeschossiger kubischer Walmdachbau in barockem Stil, 1733; Einfriedung, massiv, 19. Jahrhundert | D-1-79-136-4  | weitere Bilder        |
| Nikolausstraße 1 (Standort)           | Gedenkkreuz                                         | Gedenkkreuz zur Erinnerung an die ersten hl. Messopfer der Priester Josef Kellerer, 1899, und Jakob Kellerer, 1920, gusseisern | D-1-79-136-12 | Gedenkkreuz           |
| Nikolausstraße 1 (Standort)           | Katholische Filialkirche St. Nikolaus und Sylvester | barocker Saalbau mit stark eingezogener Apsis und angefügtem Ostturm mit Spitzhelm, von Lorenz Sappel, 1763, neuromanischer Turm 1856; mit Ausstattung                                                                                             | D-1-79-136-3  | weitere Bilder        |

### Egg
| Lage              | Objekt            | Beschreibung                                                                                      | Akten-Nr.    | Bild           |
| ----------------- | ----------------- | ------------------------------------------------------------------------------------------------- | ------------ | -------------- |
| In Egg (Standort) | Kapelle St. Maria | kleiner Massivbau mit dreiseitigem Chorschluss, Ecklisenen und Dachreiter, wohl um 1876 errichtet | D-1-79-136-5 | weitere Bilder |

### Eitelsried
| Lage                    | Objekt                    | Beschreibung                | Akten-Nr.    | Bild           |
| ----------------------- | ------------------------- | --------------------------- | ------------ | -------------- |
| Kapellenfeld (Standort) | Kapelle, sog. Pestkapelle | im Kern 17./18. Jahrhundert | D-1-79-136-6 | weitere Bilder |

### Nannhofen
| Lage                                  | Objekt                                      | Beschreibung | Akten-Nr.     | Bild                         |
| ------------------------------------- | ------------------------------------------- | --- | ------------- | ---------------------------- |
| Dorfstraße 9 (Standort)               | Verwalterhaus des Lotzbeck’schen Gutshofes  | zweigeschossiger Satteldachbau mit Stichbogenfenster, um 1860/75 | D-1-79-136-19 | weitere Bilder               |
| Dorfstraße 12 (Standort)              | Ehemaliger Einfirsthof                      | erdgeschossiger Massivbau mit Kniestock und Satteldach, zweite Hälfte des 19. Jahrhunderts | D-1-79-136-24 | Ehemaliger Einfirsthof       |
| Karl-von-Lotzbeck-Straße 2 (Standort) | Schloss Nannhofen                           | barocker dreigeschossiger Walmdachbau mit acht zu drei Achsen und Turm in der Westfassade, 1752, klassizistischer Ausbau durch Jean Baptiste Métivier 1840/48; Englischer Park, 19. Jahrhundert; Wirtschaftsgebäude, erdgeschossiger Bau mit traufseitigem Staffelgiebel, um 1840/48; Schlossnebengebäude, zweigeschossiger Satteldachbau mit Putzgliederung und kleinem Anbau, 2. Hälfte 19. Jahrhundert | D-1-79-136-7  | weitere Bilder               |
| Schloßbergstraße (Standort)           | Wasserkraftwerk                             | historisierender, erdgeschossiger Flachdachbau mit turmartigem Aufsatz, 1903; mit technischer Ausstattung | D-1-79-136-22 | weitere Bilder               |
| Schloßbergstraße 4 (Standort)         | Büro- und Verwaltungsgebäude                | Verwaltungsgebäude von Schloss Nannhofen, zweigeschossiger Walmdachbau mit Eckrustika, um 1910. | D-1-79-136-25 | Büro- und Verwaltungsgebäude |
| Schloßbergstraße 7 (Standort)         | Ehemalige Schlosswirtschaft                 | zweigeschossiger Satteldachbau mit Nebenflügel, um 1870 | D-1-79-136-18 | Ehemalige Schlosswirtschaft  |
| Schloßbergstraße 9 (Standort)         | Katholische Filialkirche St. Peter und Paul | barocker Saalbau mit dreiseitigem Chorschluss und Westturm mit Zwiebelhaube, 1670; mit Ausstattung | D-1-79-136-9  | weitere Bilder               |

### Peretshofen
| Lage                      | Objekt                          | Beschreibung | Akten-Nr.     | Bild           |
| ------------------------- | ------------------------------- | --- | ------------- | -------------- |
| Peretshofen 10 (Standort) | Katholische Kapelle St. Michael | spätgotischer Saalbau mit stark eingezogenem Polygonalchor und Westturm mit Haubendach, 15. Jahrhundert, barock verändert, 1801 stark erneuert; mit Ausstattung | D-1-79-136-10 | weitere Bilder |

## Ehemalige Baudenkmäler
In diesem Abschnitt sind Objekte aufgeführt, die früher einmal in der Denkmalliste eingetragen waren, jetzt aber nicht mehr. Objekte, die in anderem Zusammenhang also z. B. als Teil eines Baudenkmals weiter eingetragen sind, sollen hier nicht aufgeführt werden. Aktennummern in diesem Abschnitt sind ehemalige, jetzt nicht mehr gültige Aktennummern.

| Lage                                   | Objekt                    | Beschreibung                                           | Akten-Nr.     | Bild |
| -------------------------------------- | ------------------------- | ------------------------------------------------------ | ------------- | ---- |
| Mammendorf Hartfeldstraße 1 (Standort) | Hausfigur Hl. Nikolaus    | 2. Hälfte 18. Jahrhundert; in Nische von Stallgebäuden | D-1-79-136-15 | BW   |
| Mammendorf Ronbergerweg (Standort)     | Backhaus mit Taubenschlag | verputzter Satteldachbau um 1860/80                    | D-1-79-136-21 | BW   |